# Diplopeltis intermedia
Diplopeltis intermedia är en kinesträdsväxtart som beskrevs av Edward George. Diplopeltis intermedia ingår i släktet Diplopeltis och familjen kinesträdsväxter. Utöver nominatformen finns också underarten D. i. incana.